# Церква корінних американців

Графічний символ Церкви корінних американців

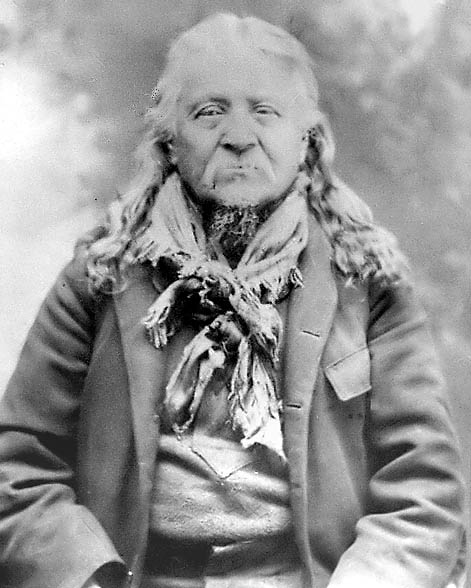
Джон Вілсон, один з творців пейотизму

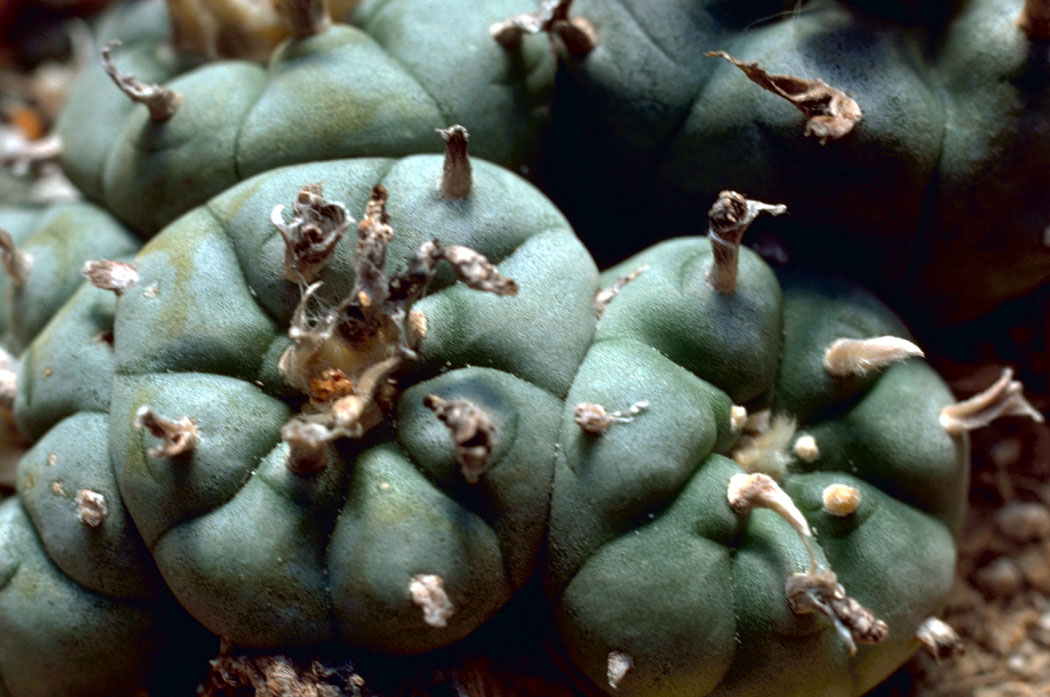
Лофофора Вільямса (пейот)

Церква корінних американців (англ. Native American Church) — релігійна конфесія в США, що сповідує синкретичну релігію пейотизм; поєднує християнство, традиційні американські культи й таїнство споживання пейотлю. Виникла наприкінці XIX століття та розповсюдилася серед корінних мешканців Північної Америки. Однією з цілей конфесії є моральне відновлення племен та об'єднання їх усіх у єдину паніндіанську мережу. Є найчисельнішим релігійним рухом серед індіанців Північної Америки.

## Історія
Психоактивні властивості пейотлю — речовини, яка видобувається з верхньої кулястої частини лофофори Вільямса (належить до родини кактусових, інша назва - пейот) — використовуються індіанцями північних районів Мексики вже протягом тисяч років. З пейотлю робиться мескалін, який має галюциногенні властивості. Після того, як лофофора Вільямса розповсюдилася на південну частину Великих Рівнин, у південно-західній частині Індіанської території (нині — штат Оклахома) у 1870-х зародилася нова релігія — пейотизм, яка поєднала в собі традиційні обряди мешканців Великих Рівнин та нову для них церемонію споживання пейотлю.
Християнська церква (як католицька, так і протестантська) робила спроби навернути в свою релігію американських індіанців з метою їх «цивілізування». Але цей процес був тривалим і до того ж не давав значних успіхів. Однак він заклав основи для створення нової синкретичної релігії, що поєднала традиційні вірування племен із християнством. Ця нова релігія не виникла б без значних змін у житті індіанців, викликаних експансією білої людини та її цивілізації та, як наслідок, великих міграційних процесів, відмови від кочівництва та викорінення традиційного способу життя. Усі ці події призвели до зародження надплемінної паніндіанської ідеології. У 1880-х доктрина, церемонії та ритуали пейотизму об'єдналися й почали розповсюджуватися по Індіанській території. Свій внесок у виникнення та розповсюдження пейотизму зробили такі діячі, як Куана Паркер з племені команчів, Джон Вілсон з племені кеддо, Чівато з племені ліпанів, Джим Ейтон з племені кайова та Джонатан Кошивей з племені ото. Ріст популярності пейотизму, що пропагував пристосування до нової дійсності та співпрацю з білими людьми, пришвидшила різанина на Вундед-Ні 1890 року — останнє зіткнення індіанців Великих Рівнин з білими.
Наприкінці XIX — початку XX століття нова релігія розповсюдилася серед індіанців Оклахоми (станом на 1907 цю релігію сповідувала більшість індіанців даного регіону) та по всіх американських Великих Рівнинах аж до Канади. Першими до пейотизму були масово навернені апачі, кайова, команчі та шеєни. У 1970-х адептами релігії була майже половина індіанців Північної Америки, або приблизно 225–250 тис. осіб. На початку XXI століття кількість адептів залишилася такою ж самою — 250 тис. осіб з більш ніж 50 племен.
Починаючи з 1888 урядова адміністрація, а згодом і уряди п'ятнадцяти штатів США забороняли вживання пейотлю. Прихильники пейотизму відстоювали право існування культу нарівні з іншими релігійними течіями. У 1914 індіанці племені ото організували в Оклахомі Первородну церкву (англ. First-born Church of Jesus Christ); їхній приклад наслідували й інші племена. У 1918 в Ель-Рено (Оклахома) зустрілися представники релігійних осередків шеєнів, ото, кайова, осейджів, команчів і апачів, після чого була створена Церква корінних американців. Влада США визнала новостворену церкву. Однак, не зважаючи на це, вживання пейотлю залишалося поза законом. Починаючи з 1960-х у рамках реалізації конституційної свободи віросповідання індіанські культи дістали ширшу підтримку в тому числі антропологів та завдяки відповідним рішенням судів. У 1978 був ухвалений акт, який де-юре закріплював релігійну свободу американських індіанців, — англ. American Indian Religious Freedom Act. Двадцять вісім штатів адаптували свої закони відповідно до вимог акту. Однак на практиці виявилося, що він не забезпечує належної правової підтримки пейотизму, що підтвердило ухвалення ряду законодавчих правок у 1990-х.
На початку XXI століття пейотль був заборонений у США; він трактується як наркотична речовина. Виняток зроблено лише для Церкви корінних американців — тільки її члени можуть зберігати, транспортувати та вживати пейотль.

## Обряди

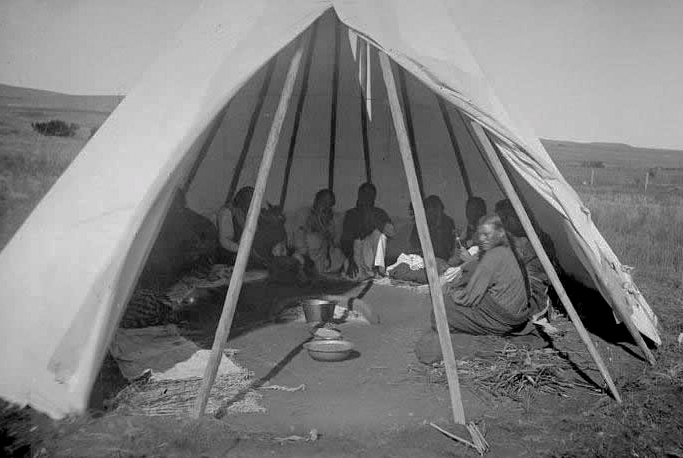
Пейотовий ритуал у тіпі, 1892

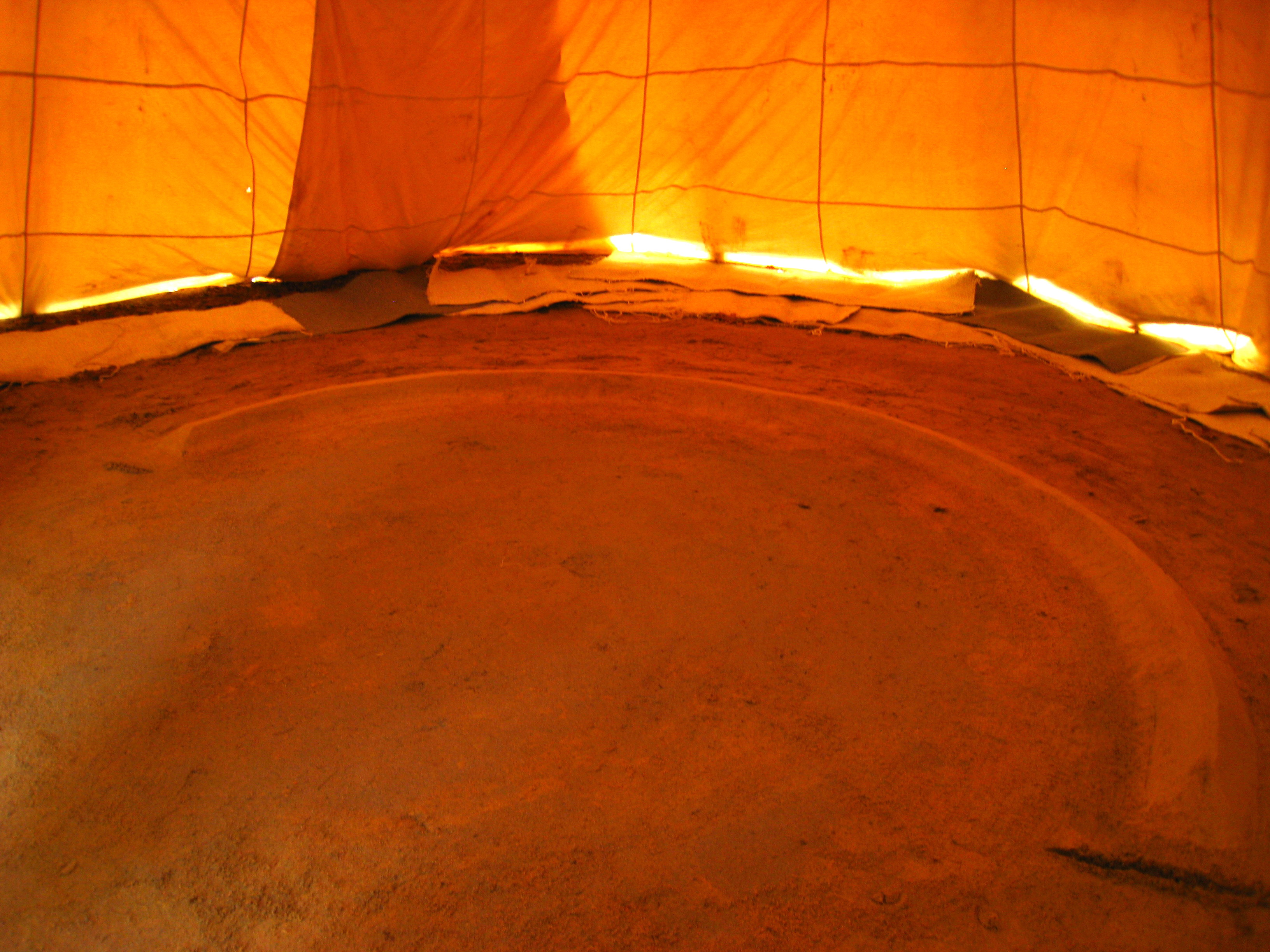
«Пейотова дорога»

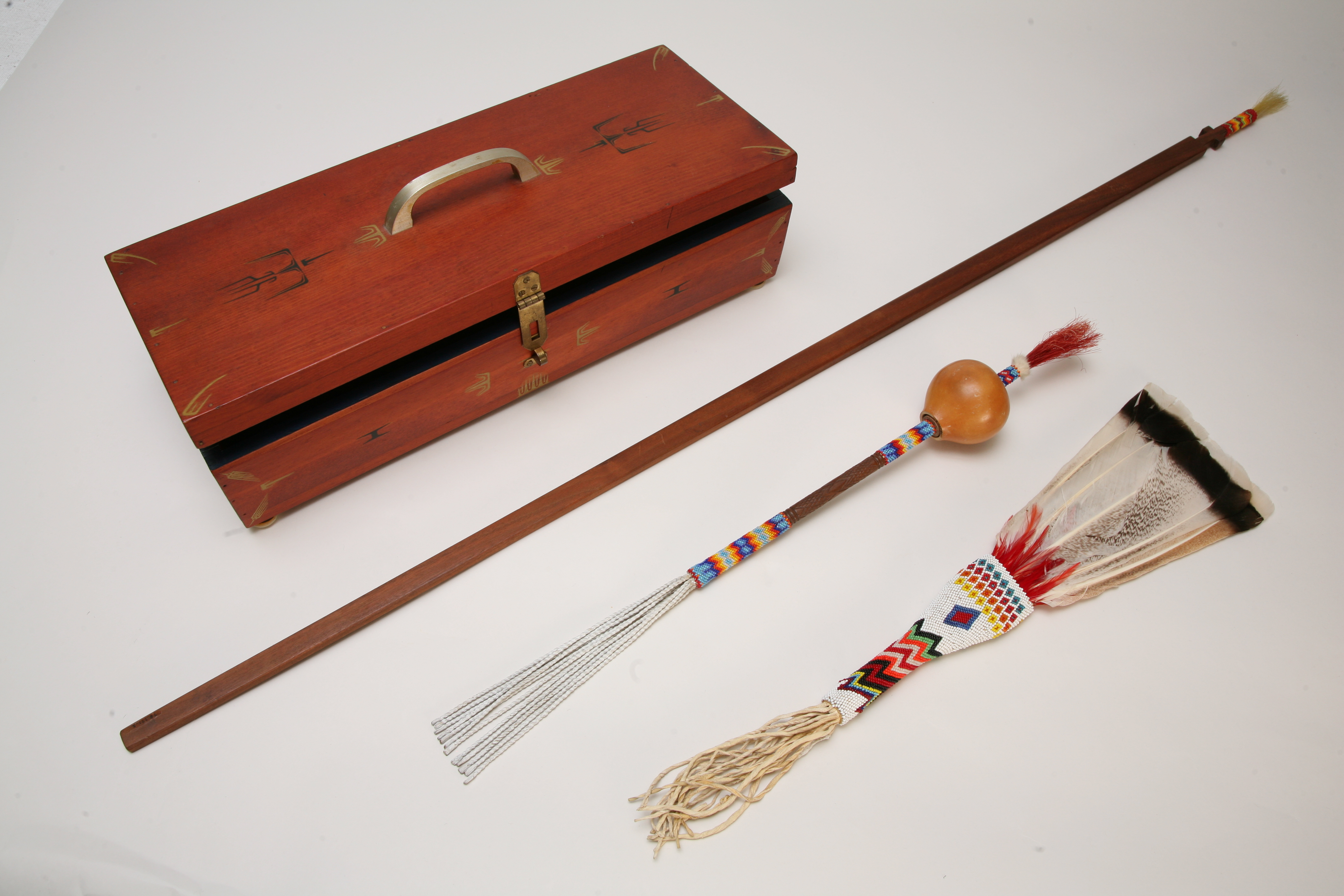
Ритуальні предмети пейотового ритуалу

Релігійні обряди прихильників пейотизму, як і доктрина, містять у собі елементи, запозичені з християнства, та індіанські традиції. Церемонії не мають єдиного сценарію, різні групи прихильників пейотизму попри наявність багатьох спільних рис по-різному компонують різні культурні та релігійні традиції.
Ритуал «зустріч» (англ. meeting) відправляється періодично або у великі релігійні, або в особисті свята. Починається він зазвичай у суботу під час заходу сонця і триває до недільного вечора. Дійство відбувається в наметі (тіпі), спеціальному бараку або на свіжому повітрі. У центрі створюється насип із землі у вигляді півмісяця, перед ним розпалюється святе вогнище, біля якого півколом розташовуються люди. Ритуальними предметами виступають віяло з пір'їв, брязкало, тростина з пір'ями, свисток, бубон, іноді християнська Біблія. «Зустріч» проводить Голова (англ. Roadman), помічниками якого є Головний Бубніст, Хранитель Кадила, Хранитель Вогню, або його дружина чи кровна родичка.. 
«Зустріч» включає в себе такі складові, як споглядання (спільна або індивідуальна молитва, співи, що поєднують у собі індіанські та християнські елементи), биття в бубон і танці. Деякі групи читають фрагменти з Біблії. Перед прийняттям пейотлю Голова читає проповідь та очищує вуста листям шавлії. Ритуальне вживання пластинок пейотлю на зразок євхаристії є найважливішою частиною церемонії; повторюється, як правило, декілька разів уночі. Ритуал має звільнити адептів від сірої буденності й допомогти налагодити діалог з Богом та надприродними силами. Під час дії пейотлю учасники церемонії розповідають надприродним силам про свої проблеми та просять їх про допомогу або роздумують над своїм життям. Перед настанням ранку помічниця Голови подає на стіл сім ритуальних страв: воду, подрібнену яловичину, кукурудзу, рис, полуницю, тістечка та цукерки. Після настання світанку наприкінці церемонії всі учасники їдять спільний сніданок, по опівдні — обід.

## Вірування й етика
Пейотизм включає в себе традиційні індіанські та християнські вірування, часто трактується як індіанський різновид християнства. Однак він не охоплює людей, що сповідують традиційне християнство, так само як і прихильників традиційних індіанських культів. Вірування й теологія є розрізненими, окремі групи та члени використовують християнські обряди та місцеві практики за власними вподобаннями. Адепти вважають пейотистом особу, що практикує ритуальне вживання пейотлю. Сильно вкоріненою є віра у найвищого Бога — Великого Духа, або Маніту, ототожненого з Богом Отцем, який контролює дійсність. Маніту комунікує з людьми через різних надприродних істот з індіанської міфології. Водний Птах або Пейотлевий Дух ототожнюється зі Святим Духом, а Пейотлева Жінка чи Пейотлевий Дух мають багато рис, що поєднують їх з Ісусом.
Головну роль у пейотизмі відіграє пейот — рослина, яку, за віруваннями індіанців, отримують безпосередньо від Бога для полегшення страждань та налагодження комунікації з надприродним світом. Деякі племена вважають листя пейотлю уособленням Пейотлевого Духу, який є Божим посланцем, рівнозначним Ісусу, або самим Ісусом. Вживання пейотлю є таїнством. Крім комунікації з духами, він також проливає світло на пейотистський моральний кодекс, що має назву «Пейотлевий Шлях», та допомагає слідувати йому; тут також є спільні паралелі з християнською етикою. До найважливіших моральних настанов «Пейотлевого Шляху» належать братерська любов до всіх людей, безумовна опіка над родиною та освіта дітей, економічна самостійність, досягнута власною працею. Також сильний акцент робиться на ввічливості та повній відмові від будь-яких алкогольних напоїв.